# Corps Saxonia Bonn

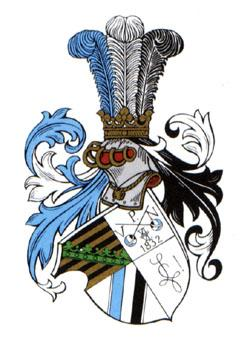
Armoiries du corps Saxonia Bonn

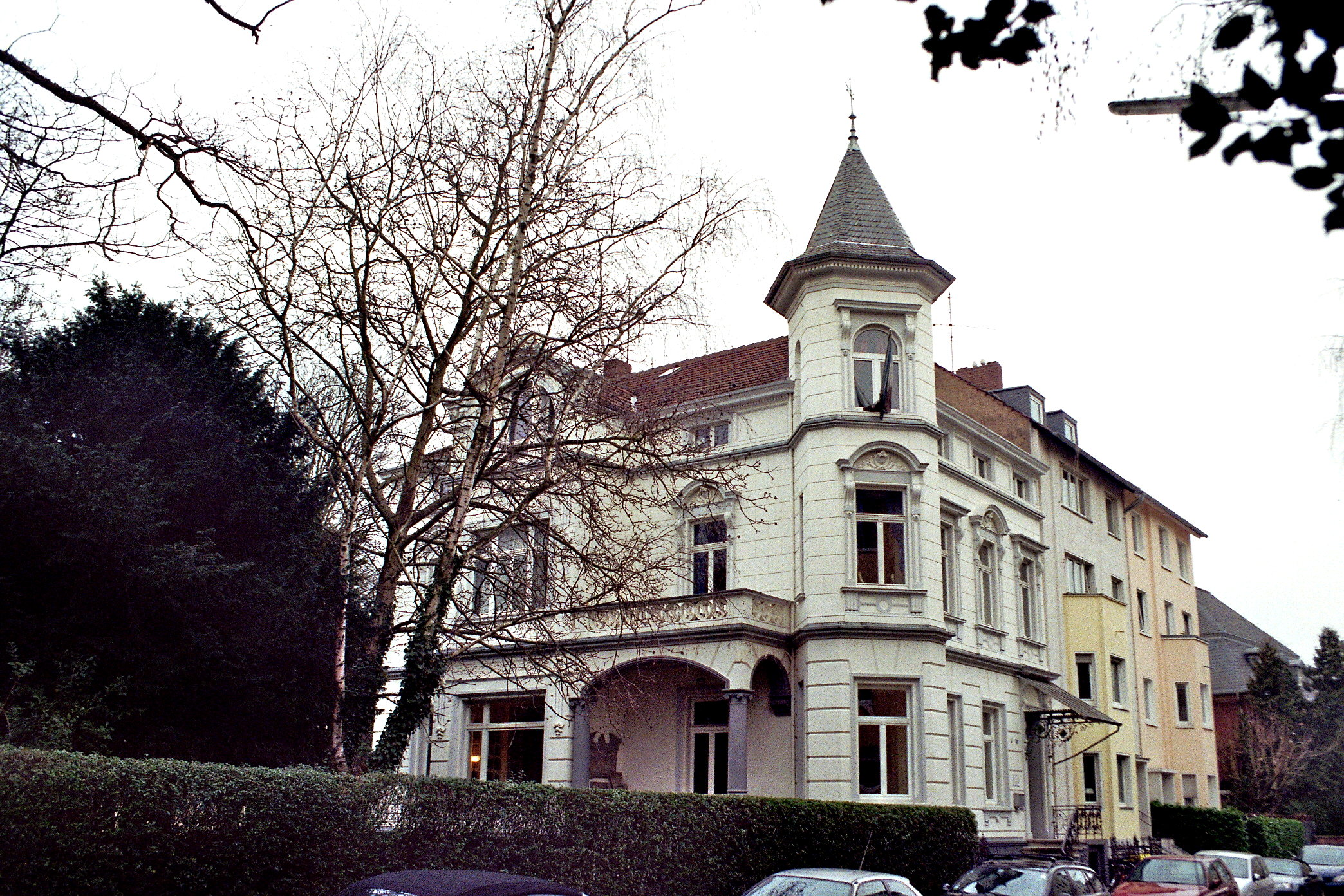
Maison du Corps Saxonia au 8 Haydnstr.

Le Corps Saxonia Bonn est un corps (fraternité étudiante) combattant portant couleur (de) du Kösener Senioren-Convents-Verband (KSCV), la deuxième plus ancienne organisation faîtière des fraternités étudiantes allemandes. Il rassemble des étudiants et anciens étudiants de l'Université rhénane Frédéric-Guillaume de Bonn. Les membres du corps sont appelés "Bonner Sachsen".

## Couleur
Saxonia a les couleurs "bleu clair-blanc-noir" avec des percussions argentées. Un attaquant bleu clair est également porté. Les Sachsenfuchse portent une bande de renard en "bleu clair-blanc-bleu clair" avec des percussions argentées et une casquette bleu clair à la place de l'attaquant. La devise est « Intrépide et fidèle ! », la devise héraldique « Virtus palladium nostrum ! » (en allemand : « La vertu est notre distinction »).

## Adhésion
Les corps sont la forme la plus ancienne d'associations d'étudiants, dont les origines remontent au Moyen Âge. Dans leur forme actuelle, les corps voient surtout le jour dans la première moitié du XIXe siècle et ne se distinguent pas des autres corporations traditionnelles uniquement en raison de leur ancienneté ou de la censure obligatoire. C'est plutôt leur approche très libérale qui caractérise les corps. Le principe de tolérance cultivé par les corps lie les membres d'un corps dans une amitié à vie, indépendamment de leur origine, de leur religion, de leurs convictions politiques ou de leur orientation scientifique.
Le principe de tolérance des corporations constitue ainsi la principale caractéristique idéologique qui les distingue des autres corporations qui cultivent un principe politique ou confessionnel. Ce ne sont pas la politique ou la religion qui sont au cœur de l'histoire des corporations, vieille de plus de 200 ans, mais l'amitié à vie et l'encouragement des étudiants à devenir des personnalités au caractère bien trempé, conscientes de leurs responsabilités et de leurs performances, et qui, plus tard, devront réussir dans leur profession et s'engager dans la société civile.
Tout étudiant masculin d'un établissement d'enseignement supérieur délivrant des grades universitaires peut devenir membre de Saxonia Bonn. Les étudiants militants du corps (activitas) décident de son admission. Une fois leurs études terminées, les anciens restent liés au Corps selon le principe de l'alliance de vie.

## Histoire

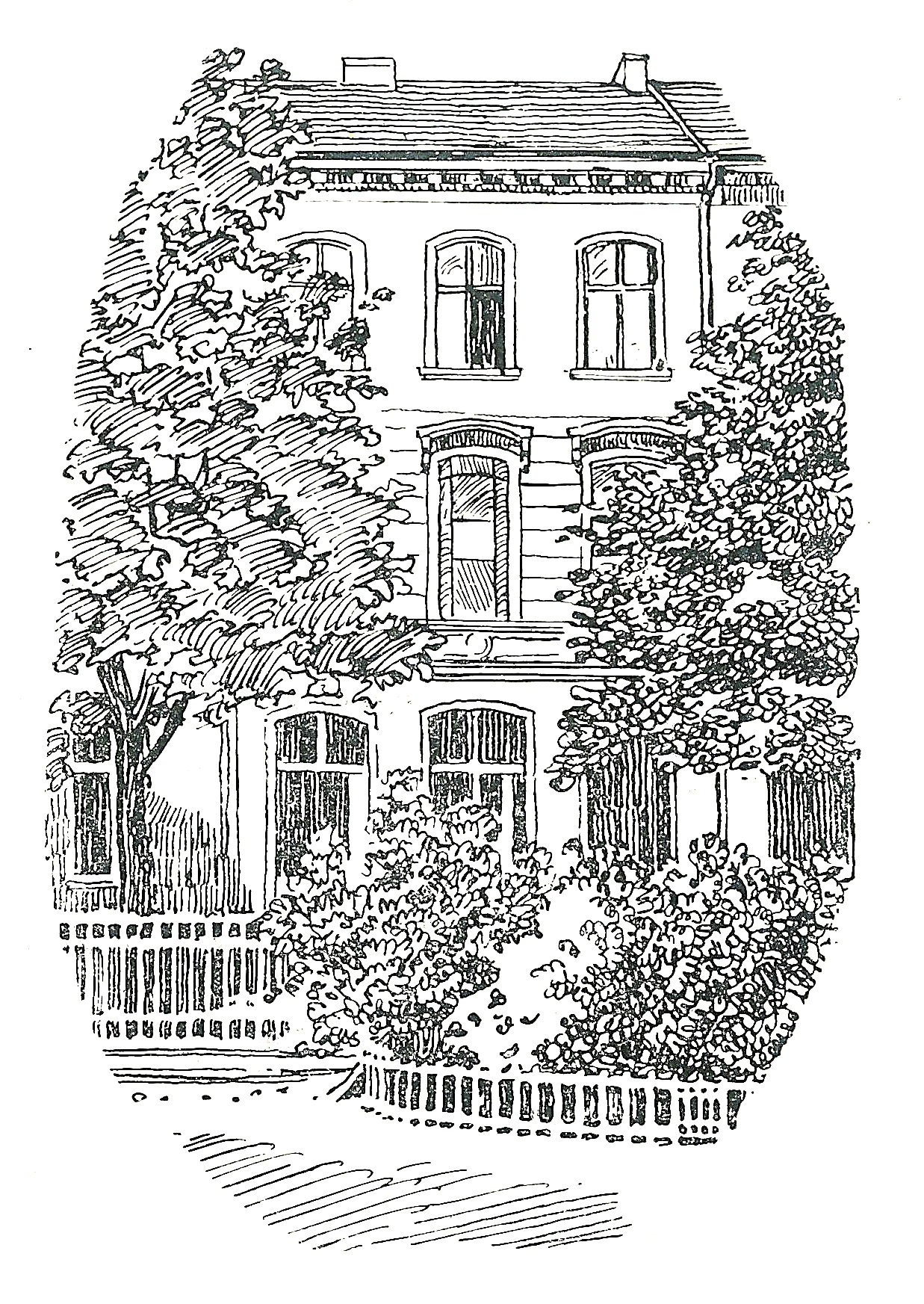
Ancienne maison du corps au 40 Bahnhofstr., 1910

Le Corps Saxonia est fondé le 6 juin 1832 par des étudiants de l'Université de Bonn. Il est membre du Kösener Senioren-Convents-Verband (KSCV) par l'intermédiaire du Senioren-Convent de Bonn depuis 1856. En 1927, le corps s'installe dans la Villa Ingenohl (de), au bord du Rhin. Afin d'éviter une dissolution générale forcée de tous les corps par le régime nazi, la Saxonia est suspendue en 1935.
Après la Seconde Guerre mondiale, le Saxonia Bonn fusionne le 17 mars 1951 avec le corps Saxonia Jena pour former le Corps Saxonia Jena et Bonn zu Bonn. Dès lors, les couleurs communes sont le bleu foncé, le bleu clair, le blanc et le noir. Sous le nouveau nom, Saxonia est alors redevenue membre du SC. En novembre 1956 a lieu l'inauguration de la nouvelle maison du corps dans la Haydnstraße. La maison du corps, datant de l'époque de la fondation, a plus d'un siècle et est classée monument historique. Elle est encore mentionnée aujourd'hui dans le guide des villas de Bonn. Lorsque le retour à Iéna est possible après la réunification allemande, les corps se sont séparés en toute amitié.

## Relations
En raison de la structure de ses relations avec les autres corps, Saxonia Bonn est classé dans le cercle Rouge (voir cercles de Kösen (de)) dans le KSCV Kösener Senioren-Convents-Verband. Le cercle rouge représente le principe d'amitié et de tolérance.
Les corps suivants en plus de Saxonia Bonn appartiennent au cercle rouge
- Corps Borussia Tübingen (de)

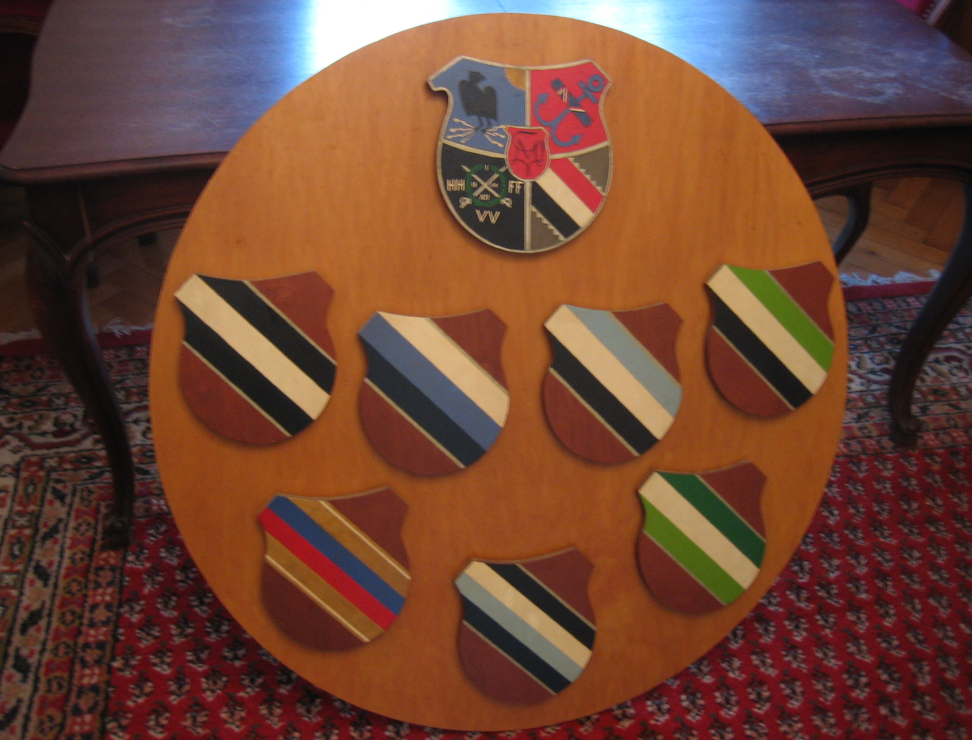
Cercle rouge

- Corps Hildeso-Guestphalia Göttingen
- Corps Marcomannia Breslau zu Köln
- Corps Saxonia Jena
- Corps Vandalia Rostock (de)

## Membres notables
Par ordre alphabétique
- Friedrich Althoff (1839-1908), homme politique culturel et scientifique de l'Empire allemand
- Wilhelm Bahlmann (de) (1828–1888), directeur du tribunal de district, chargé de cours au ministère prussien de l'éducation, député de la chambre des représentants de Prusse
- Peco Bauwens (1886-1963), président de la Fédération allemande de football (DFB)
- Ferdinand Berg (de) (1852–1924), administrateur de l'arrondissement de Steinburg et de l'arrondissement de Saint-Goarshausen
- Friedrich Bayer (de), industriel (Bayer AG)
- Richard Bayer (de) (1883–1972), industriel (Bayer AG)
- Gustav Biesenbach l'Ancien (de) (1831–1893), avocat et député de la chambre des représentants de Prusse
- Arthur Binz (de) (1868-1943), chimiste
- Hugo Blanck (de) (1836–1893), professeur de chimie organique
- Fritz Bluhme (de) (1869-1932), procureur général et président de l'Office pénitentiaire de Francfort-sur-le-Main
- Wilhelm Boele (de) (1843-1919), juge du Reich
- Jobst Böning (de) (né en 1939), psychiatre à Wurtzbourg
- August von Bönninghausen (de) (1831-1904), administrateur de l'arrondissement de Coesfeld (de)
- Theodor Claessen (de) (1821–1898), notaire, député de la chambre des représentants de Prusse
- Ludwig Dionysius (de) (1868–1922), administrateur de l'arrondissement de Gnesen (de), membre du parlement provincial de Posnanie, député de la chambre des représentants de Prusse
- Ernst Gerhard Dresel (de) (1885–1964), hygiéniste
- Gustav Drevs (de) (1907-1988), député du Landtag de Schleswig-Holstein
- Merten Drevs (de) (1934-2022), avocat à l'administration financière, secrétaire d'État du Mecklembourg-Poméranie occidentale
- Theodor Duesberg (de) (1837–1891), avocat administratif, député du Reichstag
- Adolf Ernst von Ernsthausen (1827–1894), haut président de la province de Prusse-Occidentale
- August Evelt (de) (1828-1904), président du tribunal de district, député du Reichstag
- Wilhelm Föllmer (de) (1908–2007), gynécologue
- Hermann Ariovist von Fürth (de) (1815–1888), avocat, député de la chambre des représentants de Prusse, député du Reichstag
- Friedrich Gallenkamp (de) (1818–1890), Reichsgerichtsrat, juge au tribunal supérieur de commerce du Reich
- Carl Geißler (de) (1817–1896), avocat, député de la chambre des représentants de Prusse
- Heinrich Göring (1838-1913), juriste et diplomate
- Julius Goesen (de) (1816–1872), juge, député de la chambre des représentants de Prusse
- Leo Gräff (de) (1836–1889), directeur général d'Hibernia AG
- Fritz Gummert (de) (1895–1963), membre du conseil d'administration de Ruhrgas AG, sénateur honoraire de la TU Berlin
- Albert Halley (de) (1843-1920), directeur des arrondissements d'Erstein (de), d'Altkirch (de) et de Saverne (de), commissaire permanent au Conseil fédéral pour l'Alsace-Lorraine, plénipotentiaire adjoint de Prusse et de Brunswick au Conseil fédéral
- Clemens Heitmann (de) (1818–1894), juge de district, député de la chambre des représentants de Prusse
- Philipp Herberz (de) (mort en 1881), administrateur de l'arrondissement de Krefeld (de)
- Julius von Hülst (de) (1828-1859), administrateur de l'arrondissement d'Ahaus (de) et propriétaire foncier
- Julius Illing (de) (1816-1893), avocat administratif, chargé de cours au ministère prussien de l'Intérieur
- Karl Kaufmann (de) (1863-1944), administrateur de l'arrondissement de Malmedy et de l'arrondissement d'Euskirchen, président de l'Association Eifel, écrivain
- Hans Kirchholtes (de) (1882–1959), consul général à Damas, envoyé allemand à Addis-Abeba
- Heinrich Kirchholtes (de) (1886–1959), banquier
- Otto Carl Köcher (de) (1884–1945), envoyé à Berne
- Arnold von Lasaulx (de) (1839–1886), géologue et minéralogiste
- Walther Plugge (de) (1886–1960), avocat, notaire, avocat du droit d'auteur
- Karl Rebender (de) (vers 1873-1918), directeur de l'arrondissement de Boulay
- Wilhelm Reichmann (de) (1920–2016), médecin
- Hans Reimann (de) (1888–1978), directeur du syndicat
- Adolf Remelé (de) (1839-1915), minéralogiste et géologue
- Ferdinand Riefenstahl (de) (1826–1870), avocat, député de la chambre des représentants de Prusse
- Hubertus Rolshoven (de) (1913–1990), directeur industriel
- Karl von Sandt (de) (1826–1890), administrateur de l'arrondissement de Bonn (de)
- Theodor Scheffer-Boichorst (de) (1819-1898), maire de Münster, député de la chambre des représentants de Prusse, député de la chambre des seigneurs de Prusse
- Eduard Schmitz (de) (1838-1895), avocat administratif, administrateur de l'arrondissement de Wiedenbrück (de) et de l'arrondissement de Gladbach
- Josef Schumacher (de) (1841-1904), premier procureur général, député de la chambre des représentants de Prusse
- Konrad Seige (de) (1921–2017), interniste et professeur d'université
- Victor Sittel (de) (vers 1837-1895), magistrat à Usingen, directeur des arrondissements de Hagenau (de), de Boulay et de Metz, conseiller provincial à Düsseldorf
- Edmund van der Straeten (de) (1819–1887), maire de Gerresheim, député de la chambre des représentants de Prusse
- Hermann Strahl (de) (1866-1924), administrateur de l'arrondissement de Kempen et dans l'arrondissement de la Sieg (de)
- Christian Streffer (de) (né en 1934), radiobiologiste, recteur de l'Université d'Essen
- Conrad von Studt (1838-1921), ministre de l'Éducation du royaume de Prusse
- Max Tappenbeck (de) (vers 1866-1902), administrateur de l'arrondissement de Lyck
- Richard Vopelius (de) (1843-1911), industriel et député de la chambre des représentants de Prusse
- Karl Weierstrass (1815–1897), mathématicien
- Hugo Wesendonck (de) (1817-1900), membre du Parlement de Francfort, entrepreneur germano-américain
- Joseph Willebrand (de) (1829–1922), juge de district, député de la chambre des représentants de Prusse
- Levin von Wintzingeroda-Knorr (de) (1830-1902), député de la chambre des seigneurs de Prusse et de parlement provincial de Saxe (de)
- Bernhard Wuermeling (de) (1821–1868), conseiller judiciaire, député de la chambre des représentants de Prusse
- Harro von Zeppelin (de) (1904-1989), agriculteur, fonctionnaire du ministère